# Arnold I van Laurenburg
Arnold I van Laurenburg († vóór 1154), Duits: Arnold I. Graf von Laurenburg, was graaf van Laurenburg en een van de voorouders van het Huis Nassau.

## Biografie
Arnold was een zoon van Dudo van Laurenburg en de vierde van de zeven dochters van graaf Lodewijk I van Arnstein, mogelijk was haar naam Irmgardis of Demudis.
Arnold wordt tussen 1124 en 1148 vermeld als graaf van Laurenburg. Hij regeerde vermoedelijk samen met zijn broer Rupert I. Arnold en Rupert bouwden rond 1124 de Burcht Nassau. Arnold was voogd van het Sint-Georgeklooster te Limburg 1124–1148.
Van Arnold is geen huwelijk vermeld.

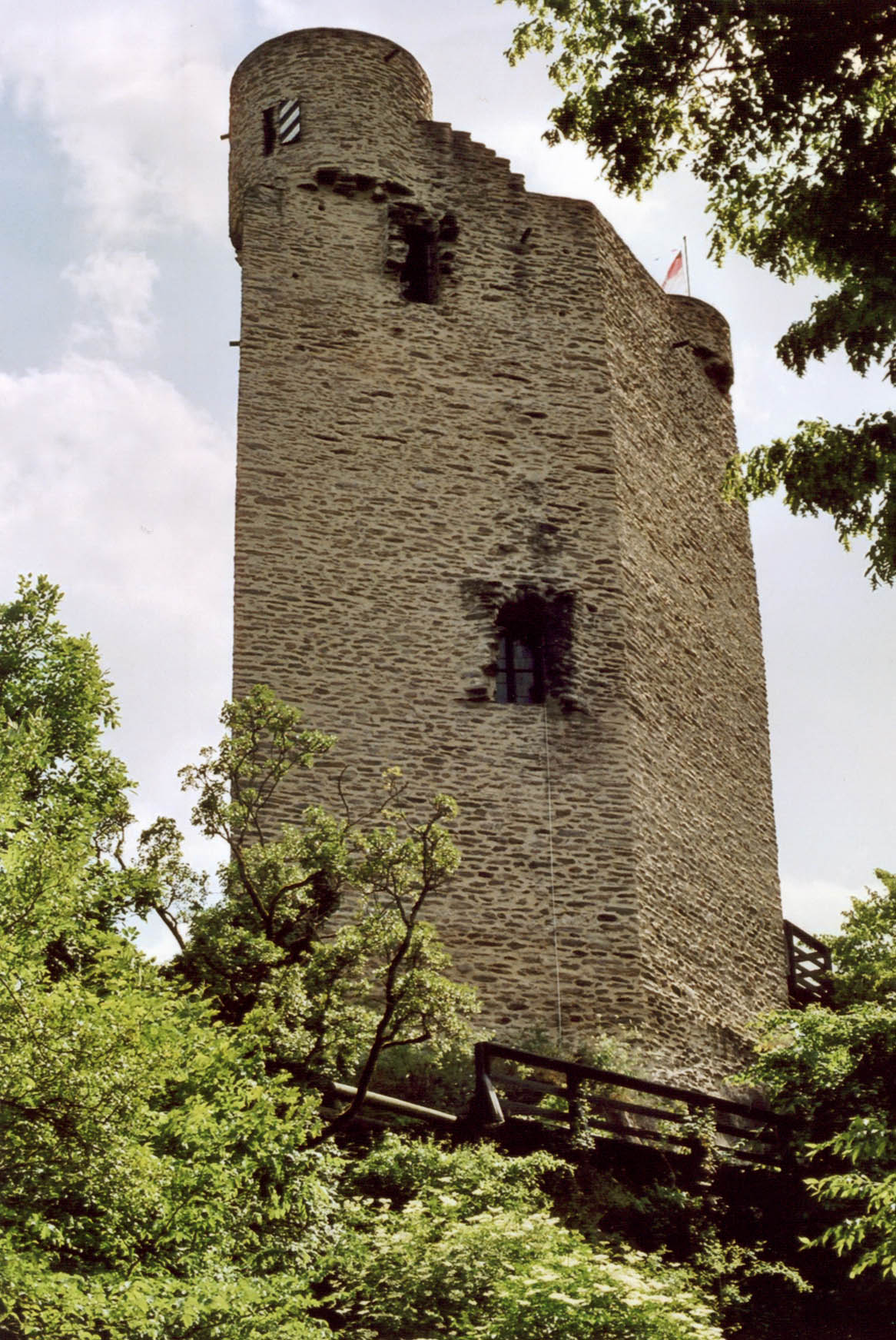
De Burcht Laurenburg
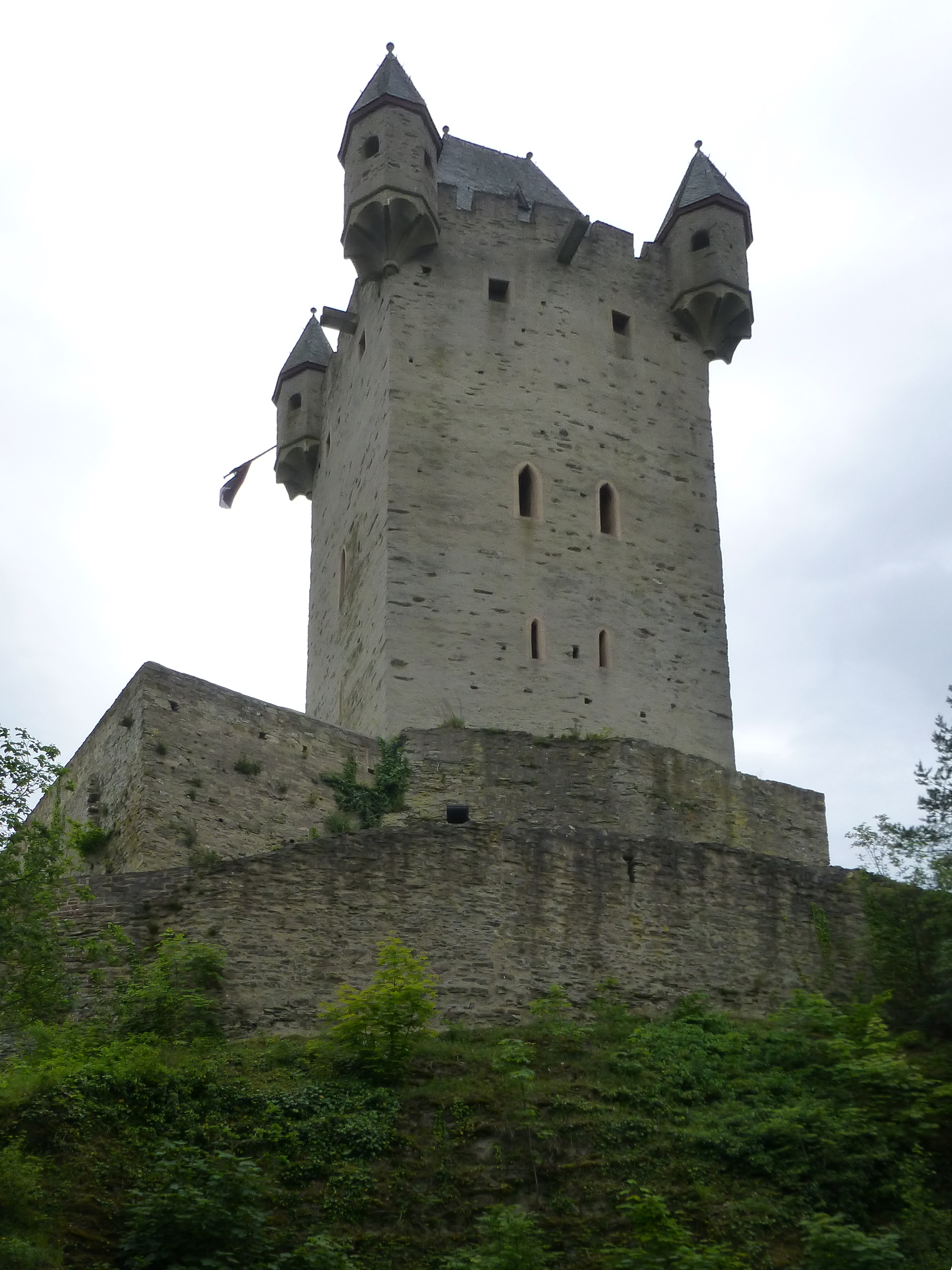
De Burcht Nassau